# Rosario Ortiz Yeladaqui
Eusebia del Rosario Ortiz Yeladaqui (27 de abril de 1952) Es una política mexicana, miembro del Partido Revolucionario Institucional, actualmente de desempeña como Oficial Mayor del Gobierno del Estado de Quintana Roo de la administración del Gobernador Roberto Borge Angulo. Ha ocupado los cargos de Senadora, Diputada Federal, Diputada Local y Presidente municipal.

## Inicios en la vida política
Rosario Ortiz Yeladaqui tiene una amplia carrera política en Quintana Roo, ha sido Presidente Municipal de Othón P. Blanco municipio del que es cabecera municipal la también capital del estado Chetumal, de 1990 a 1993, diputada Local por el I Distrito Electoral de la X Legislatura del Congreso de Quintana Roo de 2002 a 2005, Presidente del Comité Directivo Estatal del PRI, suplente de la Senadora Addy Joaquín Coldwell de 2000 a 2006 y Directora del Instituto de Fomento a la Vivienda y Regularización (INFOVIR), cargo que ocupaba hasta 2006, cuando el gobernador Félix González Canto la designó Secretaria General de Gobierno del Estado, renunciando a éste cargo el 22 de enero de 2009 para ser la candidata de su partido a Diputada Federal por el II Distrito Electoral Federal de Quintana Roo., obteniendo el triunfo en las elecciones y ser parte de la LXI Legislatura de la Cámara de Diputados del Congreso de la Unión de 2009 a 2012.
Permaneció en el cargo de diputada federal hasta el 6 de abril de 2011 en que solicitó y obtuvo licencia al ser designada el día anterior Oficial Mayor del gobierno de Quintana Roo en el gobierno de Roberto Borge Angulo.